# Athabascaïte
L'athabascaïte est un minéral constitué du séléniure de cuivre de formule Cu5Se4, qui se forme en même temps que d'autres séléniures de cuivre. Elle fut découverte par S. Kaiman en 1949 alors qu'il recherchait des minéraux radioactifs autour du lac Athabasca. Kaiman conduisait ses recherches près d'Uranium City au Saskatchewan où il y avait de très nombreuses mines d'uranium.

## Histoire
Kaiman envoya ses échantillons pour analyse à J. W. Earley, alors étudiant dans le cycle supérieur. Avec l'invention de la microprobe analyzer, D.C. Harris décida de se plonger dans l'étude du minéral virtuellement inconnu avec peu de succès.

## Structure
À cause de l'absence de monocristaux suffisamment grands, on connait peu de choses sur la structure atomique de l'athabascaïte. Le cuivre (Cu+) constitue les cations, le sélénium (Se2−) constitue les anions, et les deux sont joints par des liaisons ioniques. La symétrie cristalline apparaît orthorhombique avec les paramètres de maille suivants : a = 8,227 ± 0,01, b = 11,982 ± 0,02 et c = 6,441 ± 0,01 Å. Elle a une densité calculée de 6,59 g/cm3 ; cette densité est identique à celle de l'umangite, et par conséquent les deux minéraux sont supposés avoir une structure similaire.

## Propriétés physiques
L'athabascaïte se trouve souvent avec l'umangite en inclusions et sous forme de lignes d'inclusions et de veinules dans des veines de carbonate tachées par de l'hématite. Quand il est associé à l'umangite, le minéral forme des grains élancés et allongés en forme de latte mesurant 20 à 50 micromètres. L'athabascaïte semblait avoir des grains plus fins que le matériau environnant, possédant un cœur d'umangite. À cause de la présence du cœur d'umangite, on pense que l'umangite aurait pu recristalliser lors de la formation de l'athabascaïte. Les veines de carbonate tachées par l'hématite contiennent des zones massives allant jusqu'à 300 micromètres de diamètre. Les veinules sont composées d'une collection de cristaux arbitrairement organisés qui dépassent rarement 2 micromètres. Ces cristallites contiennent la phase athabascaïte pure.
La couleur de l'athabascaïte est typiquement gris clair, mais elle peut être aussi blanche, blanc-gris et bleu-gris. Elle a une dureté d'environ 2,50 sur l'échelle de Mohs. Lorsqu'elle est exposée à la lumière polarisée, elle montre différentes couleurs allant du blanc crème au bleu foncé. La présence de ces couleurs particulières, ainsi que sa réflectivité, permettent de distinguer aisément l'athabascaïte des autres minéraux de séléniure de cuivre. Elle montre une forte anisotropie et une biréfringence nette.

## Occurrence géologique
Après avoir été découverte au Canada, quelques autres échantillons ont été trouvés à Petrovice, région de Vysočina, à Predborice et à Koksin Hill en Tchéquie ; à Chaméane dans le Puy-de-Dôme en France ; à Kalmar en Suède ; dans la province de La Rioja en Argentine ; et plus récemment au Zaïre (maintenant la République démocratique du Congo) ; tous ces échantillons furent trouvés dans ou à proximité de mines d'uranium. Au Canada, l'athabascaïte est communément associée à l'umangite, la clausthalite, l'eucaïrite, la berzélianite, la berzélianite sulfatée, la klockmannite, l'eskebornite, la tyrrellite, le cuivre natif, l'argent natif, l'uraninite, l'hématite, la pyrite, la calcite, la baryte, le quartz et le feldspath. En Argentine et en Suède, elle est associée à l'umangite et à la berzélianite. En Tchéquie, on la trouve avec la berzélianite, l'eucaïrite, la crookesite, la tyrrellite, la ferrosélite, la bukovite, la krutaïte, la calcite et la dolomite. Au Zaïre, elle est associée à la digénite, la berzélianite, la yarrowite, la spionkopite, la trogtalite, le cuivre natif et l'or natif.